# Xalapa
Xalapa (oficiálně Xalapa-Enríquez, též Jalapa,  [xaˈlapa]IPA) je město v Mexiku, centrum stejnojmenné obce a hlavní město státu Veracruz. Ve městě žije přibližně 425 tisíc obyvatel.

## Historie a současnost
Historie města sahá až do 13. století, kdy na tomto území žili Aztékové. V 16. století územím dnešního města prošel Hernán Cortés na své cestě do Tenochtitlánu. V roce 1722 začala výstavba místní katedrály. V roce 1824 zde prezident Guadalupe Victoria vyhlásil první právní předpisy státu Veracruz a ve stejném roce byla Xalapa ustavena hlavním městem tohoto státu.
Ve městě je patrný silný kulturní vliv Veracruzské univerzity. Místní galerie Pinacoteca Diego Rivera disponuje největší sbírkou děl malíře Diega Rivery v zemi.

## Osobnosti města
- Antonio López de Santa Anna – generál a bývalý prezident, významná postava mexické historie